# Psychotria olivacea
Psychotria olivacea är en måreväxtart som beskrevs av Theodoric Valeton. Psychotria olivacea ingår i släktet Psychotria och familjen måreväxter. Inga underarter finns listade i Catalogue of Life.